# Мюллер, Иоганн Фридрих Вильгельм
Иоганн Фридрих Вильгельм Мюллер (нем. Johann Friedrich Müller; 11 декабря 1782, Штутгарт, Герцогство Вюртемберг — 3 мая 1816, замок Зонненштайн) — сын и ученик Иоганна Готтгарда фон Мюллера, как и отец, мастер репродукционной резцовой гравюры по меди.
Родился в Штутгарте в 1780 году, сначала учился у своего отца, а затем, с 1802 года, в Париже, где вскоре приобрел известность гравюрами со статуй Венеры Арльской и скульптуры Юности (обе выполнены для издания Musée français). Также известны портрет наследного принца Вюртембергского и образ «Св. Иоанна Богослова», с картины Доменикино.
В 1809 году Иоганн Мюллер совершил поездку в Италию, затем работал придворным гравером в Штутгарте и с 1814 года состоял профессором гравирования в Дрезденской академии художеств. Здесь Мюллер создал знаменитую гравюру с Сикстинской Мадонны Рафаэля. Гравированием по известным живописным картинам Мюллер занимался до конца своей жизни. Требовательность и напряжённое старание достигнуть в этой работе полного совершенства подорвали его силы: он заболел и умер в 1816 году в Пирне, близ Дрездена.
Из его произведений, помимо упомянутых, выделяются большой эстамп «Адам и Ева», с Рафаэля, и портреты Якоби, с оригинала Цолля, Шиллера, с колоссального бюста работы Даннекера, с портрета Готлиба Гуфеланда работы Иоганна Августа Фридриха Тишбейна и некоторые другие.